# انحدار الديانة المصرية القديمة
يُعزى انحدار الديانة المصرية القديمة إلى حد كبير إلى انتشار المسيحية في مصر، وطبيعتها التوحيدية الصارمة التي لا تسمح بالتوفيق بين الديانة المصرية القديمة والديانات المشركة الأخرى، مثل الديانة الرومانية. على الرغم من أن الممارسات الدينية داخل مصر ظلت ثابتة نسبيًا على الرغم من الاتصال بعالم البحر الأبيض المتوسط الأكبر، مثل الإغريق والرومان، إلا أن المسيحية تنافست بشكل مباشر مع الديانة المحلية. حتى قبل مرسوم ميلانو في 313 بعد الميلاد، والذي شرع المسيحية في الإمبراطورية الرومانية، أصبحت مصر مركزًا مبكرًا للمسيحية، خاصة في الإسكندرية حيث عاش العديد من الكتاب المسيحيين المؤثرين في العصور القديمة مثل أوريجانوس وإكليمندس الإسكندري الكثير من حياتهم، والديانة المصرية الأصلية ربما لم تبد مقاومة تذكر لتغلغل المسيحية في مصر الرومانية.

## خلفية
تعود جذور الديانة المصرية القديمة إلى عصور ما قبل التاريخ. لمدة ثلاثة آلاف عام تقريبًا، استوعبت مصر إلى حد كبير غزاة من خارج البلاد دخلوا. لم يكن للحكام الذين أتوا من الخارج، مثل الهكسوس، تأثير كبير سواء من الناحية الجينية أو الثقافية، كما أن دعم الدولة للدين المصري القديم جعله مستقرًا بشكل أساسي طوال تاريخ البلاد القديم. وضعت مدن ومناطق معينة في مصر عادة تركيزًا متفاوتًا على معبودات مختلفة، وكانت معظم المعابد مخصصة لمعبود معين. أدى هذا السلوك إلى تصنيف الدين المصري على أنه نظام عبادة أكثر من كونه دينًا متجانسًا تمامًا، ولكن بغض النظر، لعب الدين دورًا مهمًا في حياة كل مصري.

## التاريخ

### الفترة المتأخرة

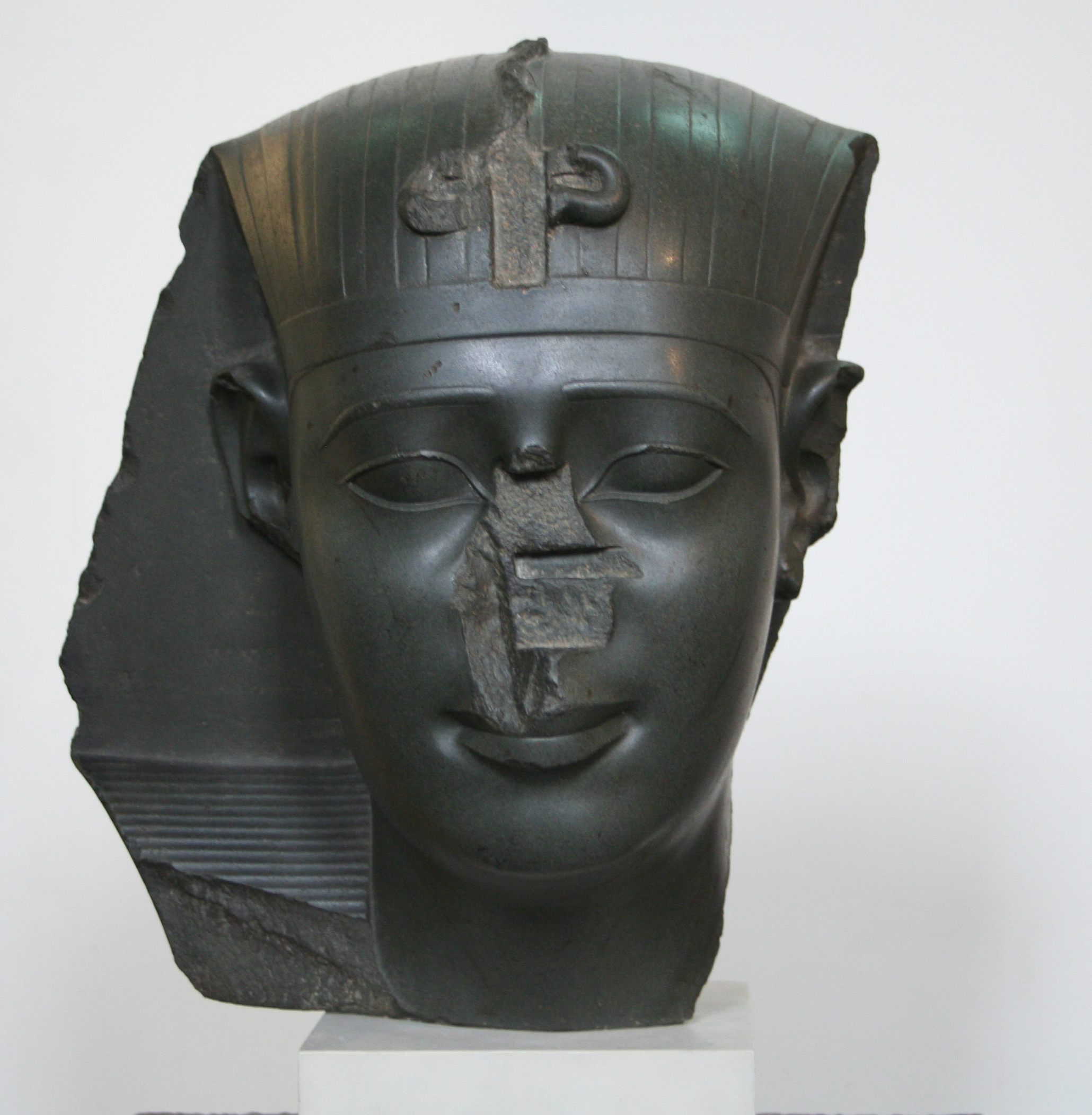
نخت أنبو الأول مؤسس الأسرة الثلاثين

يعتبر إنشاء الأسرة السادسة والعشرين في عام 664 قبل الميلاد بمثابة علامة تقليدية لبداية العصر المصري المتأخر. هذا العصر، الذي استمر من 664 قبل الميلاد إلى 332 قبل الميلاد، كان يتألف إلى حد ما من تجديد للثقافة المصرية، والقومية والدين. على الرغم من أن مصر تعرضت لغزوين منفصلين من قبل الإمبراطورية الأخمينية، إلا أن الحكام الفرس مثل قمبيز الثاني وداريوس الأول احترموا الثقافة والدين المصريين ولم يبذلوا أي محاولات لقمعها. على الرغم من هيرودوت يصف الحكم الفارسي لمصر بأنه استبدادي وقمعي، وهذا مدعوم جزئيًا بتجنيد المصريين في الجيش الفارسي وبعض العبودية من قبل الطبقات العليا الفارسية، لم تتأثر الممارسات الدينية على وجه التحديد. يسجل الأدميرال المصري وجا حور ريسن، الذي خدم تحت قيادة قمبيز، في سيرته الذاتية أن قمبيز احترم التقاليد ومراعاة العادات الدينية في مصر. عندما وضع قمبيز حامية من القوات بالقرب من معبد نيت في سايس، أقنع وجا حور ريسن الملك بنقلهم، حيث ربما اعتبر وجودهم تدنيسًا للقداسة من قبل المعبودات.
الأسرة الثلاثين، آخر أسرة حاكمة أصلية في مصر القديمة، مكنت الثقافة والدين والفن المصري من الازدهار. أصبح نخت أنبو الأول، مؤسس هذه الأسرة، بانيًا بارعًا. عمل في المعابد في جميع أنحاء البلاد وهو مسؤول عن بدء البناء في موقع فيلة. حفيده، نخت أنبو الثاني، تحسن من هذا الإرث وأرسى السلالة كوقت ازدهرت فيه الثقافة المصرية. كان نخت أنبو الثاني متورطًا تمامًا في الدين وكان متحمسًا جدًا للطوائف من الآلهة، وترك الفن في عهده علامة مميزة على فن المملكة البطلمية. نخت أنبو الثاني، على الرغم من أنه ربما يكون أحد الملوك المصريين الأكثر كفاءة في العصر المتأخر، لم يكن قادرًا في النهاية على التراجع عن تدهور الحضارة على مدى قرون. تم غزو مصر مرة أخرى من قبل الفرس تحت قيادة أرتحشستا الثالث 343 قبل الميلاد، ثم الإسكندر الأكبر بعد تسع سنوات.

### التوفيق مع الدين اليوناني الروماني

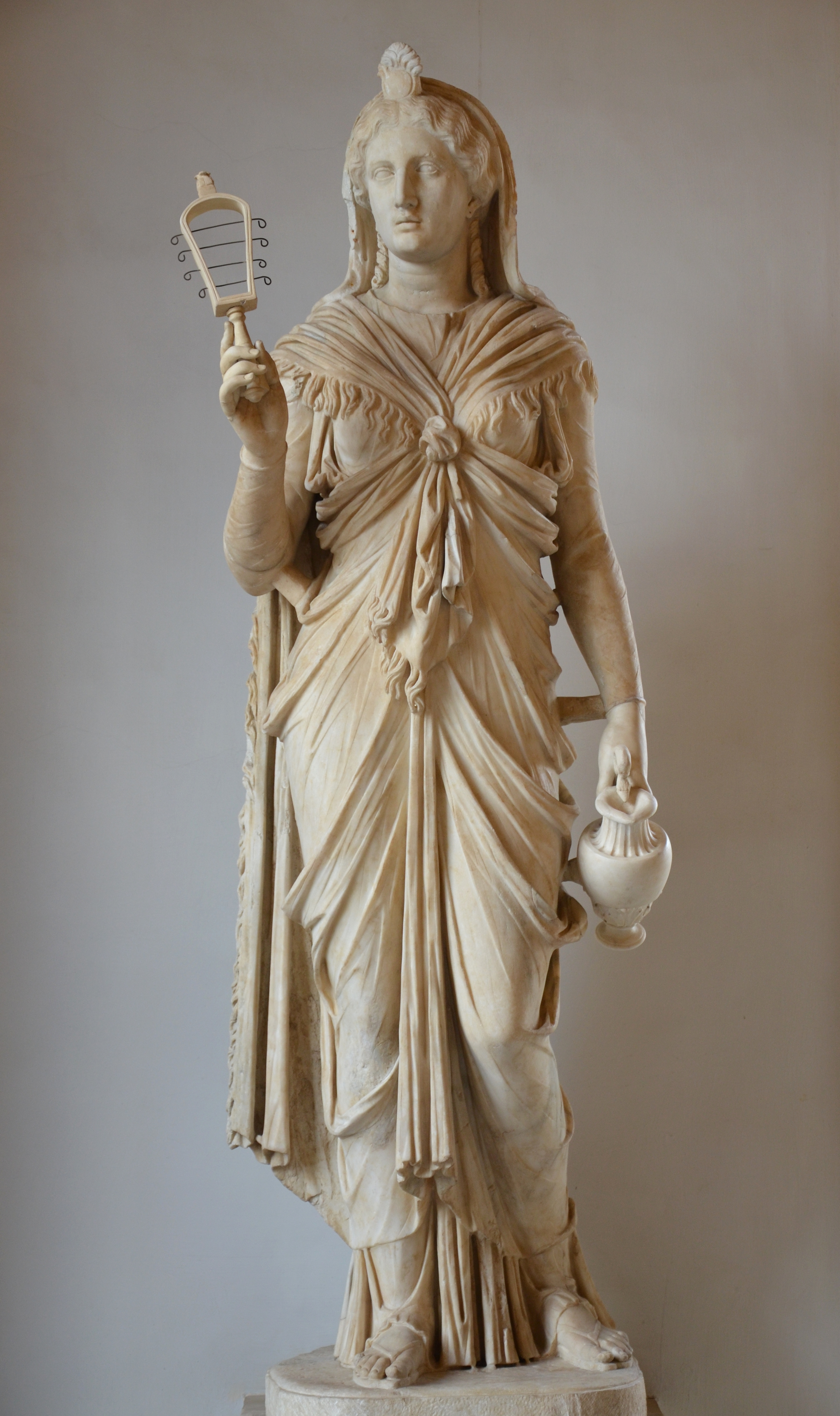
تمثال روماني مميز لإيزيس يحمل سيستروم وسيتولا، على الرغم من أنهما أُضيفا في إعادة بناء القرن السابع عشر

في البداية كان الدين المصري على اتصال مع تعدد الآلهة اليوناني الروماني، مما أدى إلى درجة كبيرة من التوفيق بين المعتقدات بدلاً من المعارضة. انتشرت عبادة إيزيس أولاً في العالم الهلنستي في العصر البطلمي بعد غزوات الإسكندر الأكبر، ثم إلى إيطاليا وروما. على الرغم من أن أغسطس قيصر، بعد هزيمة كليوباترا ومارك أنتوني وضم مصر، منع تماثيل إيزيس وسيرابيس داخل بوميريوم، ومع ذلك، أصبحت المعبودات المصرية تطبيعًا تدريجيًا في الديانة الرومانية واعتبرها أباطرة سلالة فلافيان رعاة لحكمهم. في القرنين الثاني والثالث بعد الميلاد، كان يتم تعبد إيزيس وسيرابيس في غالبية المدن حتى في النصف الغربي من الإمبراطورية الرومانية، على الرغم من أنهما على الأرجح لم يعملا الريف. توجد معابد لهم من تدمر في سوريا إلى لندينيوم (لندن الحالية) في بريطانيا. وبهذه الطريقة، انتشر الدين المصري في دين الرومان وتمتع بمجموعة واسعة من العبادة في جميع أنحاء البحر الأبيض المتوسط. على الرغم من هذا، من شبه المؤكد أن هذا الانتشار بين الثقافات تضمن تعديل للمعبودات المصرية الأصلية بحيث تكون أكثر قبولا للمتحولين. الشكل الذي اتخذته إيزيس بين الإغريق والرومان جمع سماتها المصرية مع الأفكار اليونانية الرومانية.

### المسيحية تدخل مصر
تُنسب الكنيسة القبطية الأرثوذكسية في الإسكندرية، وهي أكبر وأقدم كنيسة مسيحية في مصر، إلى تأسيسها لمرقس، حوالي 42 م. أقام عدد كبير من اليهود في مصر، والإسكندرية على وجه التحديد، وكان إقامتهم في البلاد قبل المسيحيين الأوائل بنحو 600 عام. يعتقد العلماء أن الحراك الاجتماعي لليهود في مصر الرومانية جعلهم أكثر تقبلاً للمسيحية. على أي حال، بدأت المسيحية في الإسكندرية تنمو بسرعة منذ نشأتها. تحت حكم البابا ديمتريوس الأول، أسقف من 189 إلى 231 بعد الميلاد، انتشرت المسيحية عبر مصر، وزادت نفوذها في الكنيسة الأكبر. حتى مجمع خلقيدونية عام 451 م، كانت الإسكندرية على قدم المساواة مع روما والقسطنطينية كمدينة مسيحية مؤثرة.

### اضطهاد دقلديانوس
رأى الإمبراطور دقلديانوس أن المسيحية تعطل الدين الروماني التقليدي وبالتالي تشكل تهديدًا أكبر لتضامن الإمبراطورية الرومانية، لذلك بدأ اضطهادًا شديدًا للمسيحية في محاولة للحد من نموها في الإمبراطورية. على الرغم من أن هذا لم يكن أول مرسوم من قبل إمبراطور ضد المسيحية للتأثير على مصر (هذا كان سيبتيموس سيفيروس في عام 202 بعد الميلاد، عندما حل مدرسة التعليم في الإسكندرية ونهى عن التحول إلى المسيحية)، فإن اضطهاد دقلديانوس سيكون الأكثر حدة. في عام 303 م، أمر دقلديانوس بتدمير جميع الكنائس، وحرق الكتب المقدسة، واستعباد جميع المسيحيين الذين لم يكونوا مسؤولين. كان هذا المرسوم ساري المفعول لمدة ثلاث سنوات، مما أدى إلى نظام المواعدة عصر الشهداء الذي أنشأته لاحقًا كنيسة الإسكندرية، لكن العديد من المسيحيين المصريين نجوا من الاضطهاد لأنهم أرسلوا بدلاً من ذلك للعمل في المحاجر والمناجم، كأعمال عقابية. بشكل عام، ومع ذلك، لم تنجح اضطهادات المسيحية في أي مكان في الإمبراطورية في وقف نموها. كان الدين التقليدي قد بدأ بالفعل في المعاناة، وأكثر من ذلك في مصر، حيث كانت الإسكندرية مركزًا راسخًا وصاخبًا للدين.

### تراجع الوثنية في مصر
من الواضح أن الديانة المصرية الأصلية كان لها على الأقل تأثير جوهري إلى حد ما على تعدد الآلهة اليوناني الروماني. لكن في مصر نفسها، ربما شعرت الديانة المحلية بتأثير آخر ضئيل من الحكام الوثنيين الجدد، حتى ظهور المسيحية. على الرغم من أن أغسطس بنى معابد جديدة وأصلح المعابد الموجودة في مصر، يبدو أن المشاركة الدينية الرومانية في المقاطعة قد بلغت ذروتها هنا. قد يكون الأباطرة اللاحقون قد فعلوا الشيء نفسه على نطاق أصغر بكثير، ولكن من الواضح من خلال الافتقار التام للمشاركة بعد سلالة نيرفا أنطونين أن الدين المصري بدأ في التجزئة والتوطين في أعقاب فقدان المركزية.
حيث قبلت الديانة الوثنية للعالم اليوناني الروماني تأثير ودمج الآلهة والممارسات المصرية الأصلية في تقاليدها الخاصة، لم تكن المسيحية مقبولة تقريبًا. كان التوحيد الصارم لهذا الأخير في معارضة شديدة للتوفيق الحر للوثنية. شارك المسيحيون المحليون في حملات التبشير وتحطيم الأيقونات التي ساهمت بشكل أكبر في تآكل الدين التقليدي. في عام 333 م، قدر عدد الأساقفة المصريين بما يقل قليلاً عن 100؛ تنصير الإمبراطورية الرومانية نفسها والمراسيم من قبل الأباطرة المسيحيين في القرنين الثالث والرابع بعد الميلاد أدى إلى تفاقم التدهور، وآخر نقش معروف في الكتابة الهيروغليفية المصرية (يعتبره البعض رمزًا لانحدار الدين نفسه بسبب روابطهم الوثيقة) يعود إلى عام 394 بعد الميلاد، والمعروف مثل نقش إسمت أخوم. يقع في معبد إيزيس بجزيرة فيلة، في صعيد مصر، ويُعتقد أنه أحد آخر أماكن العبادة المتبقية للديانة المصرية الأصلية. بحلول هذا الوقت، كانت الديانة المصرية محصورة إلى حد كبير في جنوب البلاد وفي واحة سيوة البعيدة والمعزولة في الغرب. شهد هذا القرن أيضًا توسعًا كبيرًا في المسيحية المؤسسية في مصر، لكن التمسك بالدين القديم على نطاق أصغر وأكثر محلية كان لا يزال سائدًا. فيلة هي أيضًا موقع النقش الديموطيقي الأخير، الذي يعود تاريخه إلى 452. تم إغلاق المعبد في عام 553 بعد الميلاد من قبل الإمبراطور البيزنطي جستنيان الأول، الذي حكم من 527 إلى 565. كما سقطت المعابد الرسمية في حالة سيئة، وتراجعت الهياكل الدينية في جميع أنحاء مصر، وتلاشى الدين تدريجياً.
على الرغم من أن المراسيم الإمبراطورية عززت جوًا سلبيًا تجاه الوثنيين، إلا أنها لم يكن لها تأثير كبير في نهاية المطاف على اختفاء الدين الأصلي بأنفسهم. غالبًا ما وجد حكام الأقاليم أن تطبيق المراسيم «المعادية للوثنية» مثل تلك التي أصدرها ثيودوسيوس الأول كان حازمًا، خاصة في المناطق غير المستقرة، وخاصة في مصر. بالرغم من فعاليتها بلا شك للتحقق من السلطة المدنية للطوائف، يبدو أن الممارسات المحلية القائمة على القرية والمدينة لم تتأثر في الغالب بهذه المراسيم نفسها. بدلاً من ذلك، يمكن أن يُعزى تآكل الدين الأصلي، والدمار الكامل في نهاية المطاف، إلى الكهنة والأساقفة والرهبان الذين اجتاحوا الريف، عازمين على «القضاء على الشياطين». نص أمر عام 423 بعد الميلاد على عقوبات للمسيحيين الذين أزعجوا منازل (بما في ذلك الأضرحة) من الوثنيين الذين كانوا «يعيشون بهدوء» ولا يخالفون القانون.
بدلاً من ذلك، من الأنسب تتبع انحدار الدين الأصلي إلى حالة بنيته التحتية. حيث بني أغسطس وأباطرة آخرون في القرن الأول وأوائل القرن الثاني الميلادي في مصر، وشهد على إحسانهم في المعابد المنتشرة في جميع أنحاء البلاد، فإن أزمة القرن الثالث تُظهر نشاطًا إمبراطوريًا أقل بكثير في المنطقة والدين. دخلت المعابد خلال هذه الحقبة «حالة من الخراب التدريجي»، وسقطت في حالة يرثى لها.
 أدت نهاية أي وجود حيوي لمعظم المعابد القروية إلى تجريد الطبقة القيادية المتعلمة والمحترمة التي كان الكهنوت يقدمها منذ فترة طويلة، ولا شك أنه قضى إلى حد كبير على المناسبات الطقسية التي أعطت القرية إحساسًا بنفسها كمجتمع.

-  روجر شالر باجنال، في فرانكفورتر 1998، ص. 28 
يمثل هذا التدهور في المعابد الوثنية للمرة الأخيرة (على عكس السابق، عندما كانت البنية التحتية الدينية لا تزال قيد الإصلاح أو استبدالها من قبل الحكام المصريين أو البطالمة أو الرومان الأوائل) يمثل سببًا رئيسيًا لتفتيت الديانة المصرية الأصلية في أشكالها اللاحقة. بعد فترة طويلة من فقدان السلطة المركزية الممنوحة من قبل ملك مصر أو حتى الإمبراطور كما رأينا مع أغسطس وأباطرة القرن الأول الآخرين الذين حافظوا على البنية التحتية الدينية في البلاد، أصبح الدين المصري محليًا أكثر فأكثر. فقد القادة الدينيون سلطتهم تدريجيًا، وهو عامل محتمل في التحول إلى المسيحية في الوقت نفسه وفيما بعد.
ومع ذلك، في نهاية القرن الخامس، تم دفن الفيلسوف الأفلاطوني الجديد هيراسكوس، ربما عم ووالد هورابولو، وفقًا للطقوس الوثنية.

## إرث
ربما كانت اللغة القبطية واحدة من آخر معاقل الديانة المصرية، فقد نجت من التنصير وأسلمة مصر فيما بعد، أكثر من ألف عام قبل هبوطها إلى لغة مقدسة بحلول القرن السادس عشر. سيعطي الأقباط لاحقًا علماء المصريات نظرة ثاقبة حاسمة في علم الأصوات في اللغة المصرية، ويرجع ذلك جزئيًا إلى أنها ليست أبجاد وبالتالي فهي تسجل حروف العلة، على عكس الهيروغليفية المصرية والهيراطيقية.
ولعل أكثر الموروثات نفوذاً وتميزاً هي الآثار التي أقيمت تكريماً لها على مدار التاريخ المصري. تأثرت المعابد والتماثيل والأهرامات المصرية المشهورة عالميًا وأبو الهول بالجيزة وغيرها من الإبداعات بشدة بالدين. بدوره، وصل النمط المتميز للعمارة المصرية القديمة إلى العصر الحديث من خلال أنماط مثل إحياء العمارة المصرية، ودمج وتكييف الزخارف الدينية من مصر في الفن الغربي بعد الحملة الفرنسية على مصر.
لكن في العصور القديمة المتأخرة، كانت آثار الدين المصري واضحة على الديانات الأخرى. اعتبر كل من الإغريق والرومان مصر غريبة ومتصوفة، وهذا الانبهار بالبلد ودينها أدى إلى حد ما إلى انتشارها حول البحر الأبيض المتوسط. شقت الآلهة مثل إيزيس وبس طريقها عبر البحر الأبيض المتوسط والشرق الأدنى، وأثارت النظرة البحثية لمصر بعض أنظمة المعتقدات الباطنية اليونانية والرومانية.
أدى الاهتمام بالديانة المصرية إلى محاولات تجديد الدين. يُعرف الإحياء المعاصر للديانة المصرية القديمة باسم الكيميتية.